# Ingard av Denmark
Ingard av Denmark, död 1236, var hertiginna av Pommern som gift med Kasimir II av Pommern. 
Hon var regent som förmyndare för sin son Wartislaw III av Pommern 1219-1226. 